# Badenia (kraj związkowy)
Badenia (wcześniej Badenia Południowa, niem. Baden, Südbaden) – dawny kraj związkowy Republiki Federalnej Niemiec ze stolicą we Fryburgu Bryzgowijskim, istniejący w latach 1947–1952 (wcześniej, od 1945, jako jednostka administracyjna francuskiej strefy okupacyjnej).

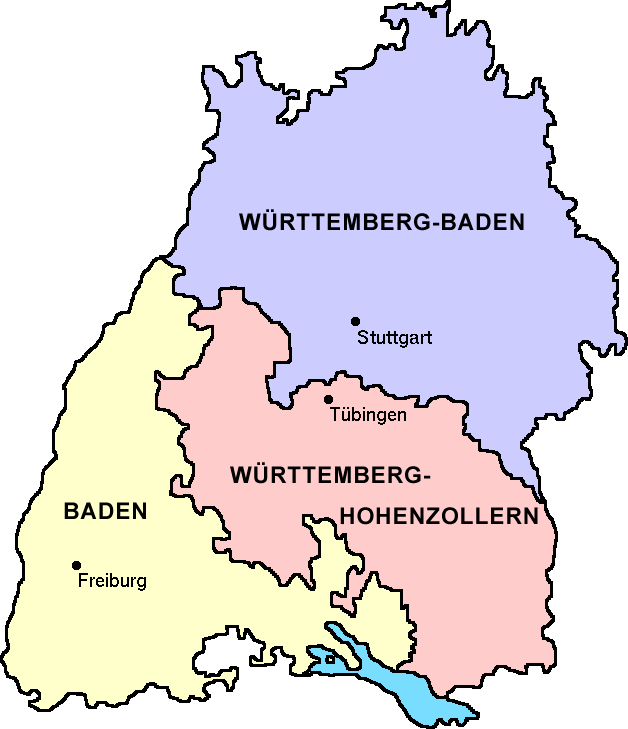
Trzy kraje związkowe tworzące Badenię-Wirtembergię – kraj związkowy Badenia (Południowa) oznaczony kolorem żółtym

Z południowej, należącej do francuskiej strefy okupacyjnej części Badenii utworzono w 1945 jednostkę administracyjną Badenia Południowa o powierzchni około 9646 km² i z około 1,3 mln mieszkańców. Od 1 grudnia 1945 jej stolicą został Fryburg Bryzgowijski. Parlament kraju obradował w historycznej hali targowej, siedzibą rządu i prezydenta był Colombischlössle.
22 maja 1947 Badenia Południowa otrzymała konstytucję, której preambuła określała ją jako właściwą następczynię dawnej Badenii, mimo że większa część jej terytorium należała do Badenii dopiero od 150 lat. Roszczenia zostały podkreślone także poprzez przyjęcie nazwy Badenia zamiast pierwotnej Badenia Południowa. Parlament Badenii przyjął w 1949 r. Konstytucję Federalną, a 23 maja tegoż roku kraj wszedł do Republiki Federalnej Niemiec.
Rząd Badenii pod kierownictwem Leona Wohleba (CDU) od początku sprzeciwiał się planom utworzenia wspólnego kraju związkowego z krajów związkowych Badenia, Wirtembergia-Hohenzollern i Wirtembergia-Badenia, dążąc do odtworzenia Badenii w dawnych granicach.
W referendum sondażowym w 1950 r. oraz we wiążącym referendum w roku 1951 większość południowych Badeńczyków oraz mieszkańców badeńskiej części Wirtembergii-Badenii głosowało przeciwko utworzeniu Kraju Południowo-zachodniego (późniejszej Badenii-Wirtembergii). Jednak większość mieszkańców dawnej Wirtembergii oraz Wirtembergii-Hohenzollern głosowało za zjednoczeniem. Ostatecznie w 1952 r. utworzono kraj Badenia-Wirtembergia.
Przeciwko sposobowi obliczania głosów w referendum (nie w każdym kraju związkowym osobno, a wedle sumy głosów z trzech krajów) złożono skargę konstytucyjną połączoną z wnioskiem o odwołanie referendum, która została w 1951 r. odrzucona przez świeżo utworzony Federalny Trybunał Konstytucyjny. Odrzucenie wniosku nastąpiło jednak niejednoznacznym stosunkiem głosów 3:3. W 1956 r. Federalny Trybunał Konstytucyjny orzekł, że ponieważ w kraju Badenia nie osiągnięto większości, należy na jego terenie referendum powtórzyć. Rząd Badenii-Wirtembergii zwlekał jednak z jego przeprowadzeniem do roku 1970, a zatem 18 lat po zjednoczeniu. Wówczas 82 procent wyborców zagłosowało za zjednoczeniem krajów.